# Dasypsyllus lasius
Dasypsyllus lasius är en loppart som först beskrevs av Rothschild 1909.  Dasypsyllus lasius ingår i släktet Dasypsyllus och familjen fågelloppor.

## Underarter
Arten delas in i följande underarter:
- D. l. lasius
- D. l. venezuelensis